# 英語綴り字協会
英語綴り字協会（えいごつづりじきょうかい、英語: The English Spelling Society）は、イギリスに拠点をおく国際的団体組織である。1908年に創立され、当時の名称は簡略綴り字協会(英: Simplified Spelling Society)であった。その主たる目的は、英語の綴りの不規則性によって引き起こされる諸問題に関する関心を高めることならびに識字率の改善および学習コストの削減であり、その活動は綴り字改革を通じて行われることもある。同会はリーフレット、ニューズレター、ジャーナル、書籍および会報を出版している。同会の広報担当者は定期的にテレビやラジオに出演し、または出版物に投稿を行っている。

## 組織
本協会はイギリスに拠点を置いているが、その会員はアイルランド、アメリカ、カナダ、オーストラリア、ニュージーランドなど、世界中に存在する。年次総会で選挙を経た委員会によって運営される。同様の目標を持つ en:American Literacy Councilと連携している。

## 目的
主として第一に、 識字改善と学習コストの削減のために、英語の綴りの不規則性によって引き起こされる諸問題を知ってもらうことをねらいとしている。その活動は英語の綴り字改革を通じて行われることもある。また、アルファベット表音原則と「書き言葉の英語の長い歴史の間の腐敗」についての意識を高めること、および、より規則的な英語の正書法のための提案の段階的セットを準備・用意することも目的としている。
本協会は、英語圏における識字率について、最近の調査も継続的な政府の関心も、両方ともにその立場を強化してくれるものと信じている。特に、英語圏の子供たちはイタリアの子供たちよりも読み書きの学習で苦労するというエビデンスを指し示す。 また、英語よりも音素レベルで表音的な書き言葉のシステムをもつイタリアや言語的に類似した国々では、失読症はそれほど問題ではない、というエビデンスをも引用する。最後に、KPMG Foundation による最近の研究を指し示す。それによると、初等教育で読みの学習の失敗に起因する、37歳までの、政府の公的出費への費用合計の見積もりは、一年につき£1.73 billion から £2.05 billion に及ぶ。

## 特定の改革案
2022年1月現在、綴り字協会は、いかなる特定の代替の英語綴り字システムも承認していない。しかしながら、"Personal View"（個人的見解）シリーズを通じて、代替システムの著者たちが自身の作品を公開してそれらを査読してもらうための場を提供している。そのフォーラムは、とりわけ、Simple-Fonetik や en:SoundSpel を含んでいる。 そこに挙がっている改革案は、いくらかの数の単語の綴りを規則的にするだけのものから、英語をほとんど完全に表音的な書き方に変えるものまで、さまざまである。
綴り字協会のニューズレター(newsletter)1983年11月版で、５つのパートからなる綴り字改革案 "Stage 1" が掲載された。これらのうちの１つは、en:Harry Lindgren の SR1 提案であった。1984年4月に、SR1 は、年次総会で綴り字協会の house style として採択された。 綴り字協会は、ニューズレターの提案された改革はいっしょにでも個別に(段階的変更のように)でも使われうると述べた。

## 綴り字改革案のコンテスト
綴り字協会は、いかなる特定の綴り字改革案も支持しない方針であるが、2020年頃には国際的英語綴り字大会（International English Spelling Congress）において、綴り字改革案のコンテストが実施されていた。サウンドスペルを含めて、最終的に６つの改革案が残り、その中で投票により選ばれたのは"Traditional Spelling Revised"(TSR)という名前の綴り字改革案であった。
６つのうち、唯一の穏健派の改革案であり、それぞれの音素にいくつかの書記素を容認するタイプである。まるで規則化英語の21世紀バージョンであるが、TSRのほうがルールが単純そうに見える。

## スペリング・ビーへの抗議
協会からの抗議者は、定期的に正統的英語の綴り字とその宣伝促進に反対して陽気な抗議活動をおこなっている。(たとえば、'BeeMan' の格好をして年次開催のスクリップス・ナショナル・スペリング・ビー in ワシントンD.C.に現れるなど).

## 書籍
- Jolly Dictionary - Sue Lloyd and Sara Wernham
- Future of Fonics - Isobel Raven
- Spelling for the 21st century - Sanford S. Silverman
- Spelling Dearest (The Down and Dirty, Nitty-Gritty History of English Spelling) - Niall McLeod Waldman
- The Book of Spells & Misspells - en:Valerie Yule
- Lets End Our Literacy Crisis - Bob C. Cleckler